# Dominique Leglu
 (mai 2018).
 (avril 2020).
Dominique Leglu, née le 31 janvier 1955 est une scientifique et une journaliste française.  
Elle est directrice éditoriale du trimestriel scientifique La Recherche depuis janvier 2021, après avoir occupé le poste de directrice des rédactions. Entrée dans le groupe de presse Challenges en 2003, elle collabore comme éditorialiste à l'hebdomadaire économique Challenges. Elle collabore aussi aux éditions Bouquins.
Elle est directrice éditoriale du mensuel Sciences et Avenir de 2021 à février 2025. 

## Biographie
Après avoir obtenu un doctorat en physique nucléaire et physique des particules (1978), au sein d'une équipe de physiciens du laboratoire de physique corpusculaire du Collège de France, Dominique Leglu a suivi une formation au Centre de formation des journalistes à Paris (CFJ, promotion 1980).
Elle travaille comme journaliste reporter à Libération, où elle est responsable des pages Sciences à partir de 1985. Elle crée le supplément scientifique EUREKA en 1990 et devient rédactrice en chef adjointe de Libération en 1997.
Co-créatrice avec Jean-Jacques Henry (La Sept) et le réalisateur Pierre-oscar Levy du magazine Archimède, sur Arte, en 1992. Collaboratrice de la production télévisuelle Téléimages en 2000-2001, elle est l'auteur d'une mini-série à caractère scientifique pour France 2 Parlez-moi d'amours et d'émissions spatiales pour France 3.
Elle est rédactrice en chef de la revue Ciel et Espace d'octobre 2002 à août 2003.
Elle a été présidente de l'Association des journalistes scientifiques de la presse d'information (1994-1995), qui regroupe la majorité des journalistes (presse écrite, radio, télévision, Internet...) s'intéressant aux sciences, ainsi que représentante de cette association auprès de l'Union européenne des associations de journalistes scientifiques (EUSJA). Elle a participé au projet SjCOOP (2010-2012) de mentorat de journalistes scientifiques, organisé par la Fédération mondiale des journalistes scientifiques (WFSJ).

## Prix
Elle obtient le prix de vulgarisation scientifique Jean-Perrin de la Société française de physique (SFP) en 1990 et le grand prix de vulgarisation de l'Académie des sciences.

## Publications
- Les dossiers noirs du nucléaire français, Presses de la Cité, 2013
- La menace chimique et biologique, avec Meyer Claude (né en 1939), Ellipses, 2003
- La menace : bioterrorisme, la guerre à venir, R. Laffont, 2002
- Dinosaures story, Calmann-Lévy, 1997
- Supernova, Plon, 1989